# 電光超人グリッドマン
『電光超人グリッドマン』（でんこうちょうじんグリッドマン）は、1993年4月3日から1994年1月8日まで、TBS系列（一部系列局を除く）他で、土曜17時30分 - 18時（JST、関東地区）に全39話が放送された、円谷プロダクション制作の特撮テレビ番組。

## 概要
円谷プロダクション創立30周年記念作品。同社としては『ウルトラマン80』以来12年ぶりとなった本格特撮テレビシリーズである。キャッチコピーは「君の熱い思いが、ヒーローを呼んだ。」。

### 特徴
本作品を特徴づける要素として、藤堂武史が作った怪獣をカーンデジファーが実体化させ、パソコン通信でコンピュータや家庭電化製品に転送、暴れさせてプログラムを破壊し、その結果現実世界が混乱に陥るという、当時一般に存在すら知られていないインターネットやコンピュータウイルスの台頭を先取りした設定が挙げられる。戦いは全てコンピュータの中で起きているため、怪獣やグリッドマンの存在を知る人間は直人、一平、ゆか、そして武史の4人だけであり、一般市民には第25・26話で認知されるまで全く知られない。
ヒーローに変身する主人公が14歳の中学生という設定は特撮番組としては稀だが、それを支援する者、敵対する者も全て14歳の少年少女であり、ストーリー全体が若年層の視点で描かれている。直人たちと武史は同級生であり、互いに面識はあるものの、敵対する立場であることには終盤に至るまで全く気付かない。
「ウルトラシリーズ」を始め円谷特撮作品では、巨大化ヒーローが姿を大きく変えることはなかったが、本作品ではヒーローをサポートするメカニックが変形し、鎧のような形となって合体するという新しい要素が盛り込まれた。後に放送される平成ウルトラシリーズでは『ウルトラマンティガ』のタイプチェンジ以降「状況に応じて形態を変える」という設定が恒例となっており、実験的な要素がブラッシュアップされて取り込まれている。
技術面では、一部がデジタル化されたが、映像記録方式やビデオエフェクトは大部分でアナログ方式を採用した。まず、フィルム中心だった当時の特撮作品としては珍しいVTR方式で撮影されており、フィルムの重ね焼きに起因する映像合成の厳しい制約が無くなったことが革新的であった。VTR方式となったことでCCDカメラが使用可能となり、模型をくぐり抜けるというオープニング映像が可能となった。サイバー空間を表現するため、ビデオ合成やモーションコントロールカメラなど、当時の先端技術が駆使されているが、着ぐるみやミニチュア模型を撮影する手法は変わらず、当時最新技術だったコンピュータグラフィックスの利用は一部に留まった。第13話まではフィルムを意識した色調であったが、第14話以降は明るめの色調に変更された。
本作品に参加したスタッフは監督やカメラマンなどを除きほとんど若手で構成されており、後の平成ウルトラシリーズのメインスタッフとなった人物が多い。撮影を担当した大岡新一や制作進行の渋谷浩康は、本作品での経験が平成ウルトラシリーズなどで活かされたと述べており、1作目の『ウルトラマンティガ』から本作品で確立したビデオ合成技術が駆使されている。

### 企画経緯
玩具メーカーのタカラ（現・タカラトミー）は『電脳警察サイバーコップ』（1988年、東宝制作・日本テレビ系列）の特撮実写路線の第二弾の複数の異なる方向性の企画案の一案として1989年に巨大ヒーロー作品『サイバーマン』を企画していた。この企画は社内検討段階で終了したが、「『サイバーコップ』ではクリスマス時期の大型商品がなかった」という反省からサポートロボットの登場が予定され、また「ヒーローに2機のサポートメカが鎧となって合体する」というコンセプトもこの時点で出てきており、これらの「超人合体コンセプト」が本作品の雛形になったとされる。コンピュータ・ワールドの設定も、『サイバーコップ』の電子的なイメージをさらに発展させたものであるが、雰囲気を画面で誤魔化せるのとセットの使い回しができることが大きな理由であるとしており、バンダイと提携した作品のミニチュアの流用ができない事情もあったという。
その後、テレビアニメ『超電動ロボ 鉄人28号FX』を担当していたタカラの別の開発チームによる巨大ヒーロー作品『BIGMAN ビッグマン』として本作品の企画が1992年夏からスタートし、『サイバーマン』の企画に参加していたレッドカンパニーの赤松和光が担当者として合流して『グリッドマン』の骨格が完成した。そして、勇者シリーズとの差別化からセンサーとマイコン回路による「超電動」ギミックを搭載した鉄人28号FXの玩具「超電動ロボ鉄人28号FX」の第2弾として「超電動ビッグマン」が手掛けられた。『ビッグマン』のタイトルは、サポートメカを出す都合から巨大ヒーローものとすることにこだわったことに由来し、決定デザインや第1・2話のシナリオ段階まで使用されていた。当初はNHKで放送される予定もあったというが、NHKが女の子を主人公としたファンタジー寄りのものを提示したため、流れてしまったという。
当初は『サイバーコップ』からの繋がりで東宝に制作を発注することも検討されたが、巨大ヒーロー作品に実績があることから円谷プロダクションが選ばれた。そして、『サイバーマン』のメカとウェポンのコンセプトと『ビッグマン』を融合させ、円谷プロダクションと読売広告社が企画制作することとなったが、商標登録の関係で『グリッドマン』に名称が変更された。
円谷プロは創立30周年記念作品として、ウルトラシリーズの新作テレビシリーズを検討していたが実現には至らず、本作品が創立30周年記念作品と位置づけられた。当時円谷プロとTBSは、ウルトラマンフェスティバルなどで一定の関係は保っていたものの『ウルトラマン80』を巡る対立による経営陣との冷戦状態が続いていたが、制作に全面協力していた富士通の後押しにより放送枠取得が可能となった。

### 初期設定の変更・評価
タカラ側からサンダーグリッドマンとキンググリッドマンを並び立たせたいとの要望を受け、第17話から武史が変身する黒いグリッドマンカーンナイトが登場してグリッドマンのライバルとなり、第26話にて武史が改心して直人たちの味方となることで第2のヒーローグリッドナイトが誕生するというプロットが検討されたが、制作話数の都合から見送られた。また、コンピュータ・ワールドの住人コンポイドはビデオ合成の手間が増えるため1回（第6話）限りの登場となるなど、技術的な制約により掘り下げることができずに終わった設定もある。当初は現実世界に戦場を拡大することも考えられていたが、作品のホームドラマ的な雰囲気を壊すと判断され、中止となった。
玩具売上は好調であったが、制作予算などの都合から全39話で終了している。視聴率は初回2.9パーセントに対し、最終回9.5パーセントを記録しており、大幅に躍進していた。本作品の終了後にはタカラ側で武史とグリッドナイトを主役とした次回作の構想もあったが、スポンサー・放送局ともに難色を示したために、この展開は見送られることとなった。この案はその後雑誌連載『電光超人グリッドマン 魔王の逆襲』へと発展継承された。
武史とナイトを主役としたストーリーとは別の続編企画として、円谷プロ側で本作品の2年後を舞台にした『電撃超人グリッドマンF（ファイター）』も平行して存在。一平以外の登場人物を一新し、5つの怪獣軍団を率いる魔界の帝王アレクシス・ケリヴが新条アカネという女子高生を傀儡にして侵略を開始、ツツジ台工業高校に進学した一平の同級生である響裕太という少年がグリッドマンと一体化して戦うというストーリーを予定していたが、こちらもお蔵入りとなった。一部の名称や設定がテレビアニメ版の『SSSS.GRIDMAN』にオマージュとして取り入れられている。

## あらすじ
翔直人、馬場一平、井上ゆかは、桜が丘中学校に通う中学2年生。両親がインテリア店を営む一平の家の地下に、3人だけの秘密基地を作っている。彼らは中古パーツを集めて組み上げたコンピュータジャンクを中心に、研究と開発の日々に明け暮れていた。藤堂武史も直人たちのクラスメートだが、陰気な性格で友達がおらず、両親も出張で家を空けているせいで、孤独なコンピュータオタクとなり自室にこもってばかりいた。
ある日の朝、直人の弟の大地が盲腸でゆかの家の病院に運び込まれた。それと同日、ゆかにラブレターを渡そうとして断られたと思い込んだ武史は、コンピュータを利用して復讐を企てる。
武史が憂さ晴らしにハッキング・プログラム「怪物ギラルスの拷問屋敷」で井上病院の医療用コンピュータに侵入し、いたずらを仕掛けていたその時、魔王カーンデジファーが武史のコンピュータ内に現れた。カーンデジファーはハイパーワールドと呼ばれる異世界から逃亡してきた次元犯罪者で、武史の憎悪の感情に呼応して怪獣を作らせ、機械の中の世界コンピュータ・ワールドに送り込むことで現実世界を破壊・征服しようとする。
カーンデジファーの手で実体化したギラルスが引き起こす異常現象に巻き込まれる直人たち。その時、一平がジャンクの中で描いていたCGグリッドマンに、カーンデジファーを追って地球にやってきたハイパーエージェントが乗り移り電光超人となった。直人はグリッドマンと合体し、世界を守ることを決意する。
こうして、グリッドマンとカーンデジファー、直人たちと武史の戦いが始まった。

## 登場人物

### グリッドマンとその支援者
翔 直人（）
本作品の主人公。14歳。市立桜が丘中学校2年生。普段はのんびり屋だが、正義を思う心が熱く、情熱と笑顔が自慢の明るい性格。学校では今一つの成績。アクセス・フラッシュによりグリッドマンと合体し、世界を守るために戦う唯一の存在となる。
カーンデジファーの野望を阻止していっても、人々の不安は消えず、そのことで「俺たちは本当は何もできていないんじゃないか？」と苦悩したこともあった。
- シナリオ段階では「合田」という姓だった。一方で、脚本の平野靖士が挙げた候補の姓は、「剛田」だったというシリーズ構成の江藤の証言もある。

馬場 一平（）
直人の親友。14歳。市立桜が丘中学校2年生。いつも陽気で惚れっぽく、直人と共に悪ふざけに走るなど調子のいい面が目立つものの、メカには強く芸術家肌でゴッドゼノンやダイナドラゴンなどアシストウェポンのデザインには類まれな才能と閃きを発揮する。その一方で学校の成績はさっぱりである。ジャンクのパーツを始め、商品を購入する際には値切ってもらうことが多い様子。
美人には弱く、さまざまな女性に恋をしてきたようだが、いつも失恋で終わっている。また、ことわざを常に間違えたり、直人の言葉を聞き違えるなど勘違いも多い。

井上 ゆか（）
直人の親友。14歳。1978年6月13日生まれ。市立桜が丘中学校2年生。成績優秀でネットワークやプログラミングに強く、将来はコンピューターエンジニアを目指しており、3人組の頭脳的な役割を担う。密かに直人に想いを寄せており、次第に惹かれていく。一方的な愛情を武史に抱かれているため、事件に巻き込まれてしまうこともある。
- 準備稿では「井上かおり」、決定稿では「愛川ゆか」という名前だった。

### 周辺の人々
翔 宗一郎（）
直人と大地の父親。41歳。ケーブルテレビ局「アース・ケーブル・ネットワーク社（ECN）」で働くサラリーマン（局次長）で、いつも妻の道子に怒られている恐妻家でもある。よくカーンデジファーの起こす怪事件に巻き込まれる。マイホームを退職金を前借して建てたため、そのローンに追われている。
学生時代は日本のビートルズを夢見ていたほどミュージシャン志望で、特技はエレキギターの演奏で、バンドを組んでいた学生時代の学園祭で道子と知り合った経緯がある。
翔 道子（）
宗一郎の妻で直人と大地の母親。39歳。気が強い専業主婦で、いつも手のかかる男3人に手を焼いている。
極度の犬嫌いで、犬を見るとヒステリー気味に怒ったり怯える。これは若いころ、宗一郎とのデートで野良犬に尻を噛まれたことがトラウマになっているため。
翔 大地（）
直人の弟で小学3年生。8歳。生意気な言動をする割には気弱な性格で、いつもカナに振り回されている。一方で彼女に対して好意を抱いているが、本人には年下のためかまったく相手にされていない。

馬場 寛司（）
一平とカナの父親。40歳。「インテリアスペース彩」の経営者で、他の2人の父親並みに怪獣の被害に遭う。
馬場 彩子（）
一平とカナの母親。38歳。夫と共にインテリアショップを切り盛りしている。
馬場 カナ（）
一平の妹で小学4年生。10歳。気が強くませた女の子で、直人に好意を寄せている。一方で大地のことは彼が年下であることもあって完全に見下しており、揚げ足を取っては悪態をつく。

井上 英世（）
良仁とゆかの父親。44歳。個人病院「井上病院」を開業する医師。序盤では彼も事件によく巻き込まれていたが、他の2人の父親に比べ出番が非常に少なく、第13話を最後に登場しなくなる。
井上 良枝（）
良仁とゆかの母親。41歳。専業主婦で、良仁にかなり甘いおっとりした性格。
井上 良仁（）
ゆかの兄。20歳。東大医学部を目指して猛勉強中の浪人生（二浪）であり、ゆかからは「他の大学を受ければ受かるような頭を持っている」と評される一方、それを踏まえた上で東大に固執する一面を頭が悪いと思われている。また、キャベツを生で丸かじりにするなど、少々奇矯な言動が目立つ。
- 第7話のシナリオでは「良英」という名前であった。

小金村巡査（）
直人の町の桜が丘署に所属する警察官。直人たちから「小金持ち」というあだ名でからかわれている。一見頼り無い描写が多いが時に勇気を振るい、手柄を立てることがあった。第25・26話の前後編を最後に転属辞令を受けて町を去ったらしいが、退場劇は特に描かれず。
- 第25・26話のシナリオでは「巡査A」という仮表記であった。

尼崎巡査（）
第27話で小金村巡査の代わりに赴任してきた警察官。関西出身でよく喋るため、ほどなく直人たちから「クチガサキ」なるあだ名を頂戴した。
- 第27話のシナリオでは「巡査A」という仮表記で、赴任に関するセリフもなかった。

桑田 ひとみ（）
アース・ケーブル・ネットワーク社のアナウンサー兼リポーター。しばしばカーンデジファーと怪獣を遠因とする怪事件の報道を行う。

### カーンデジファーとその支援者
藤堂 武史（）
直人たちと同じ桜が丘中学校に通う中学2年生の少年。ただし、彼らとは別のクラスである模様。あまりにも屈折した自己中心的な性格ゆえに友達がおらず、そのためにコンピュータオタクとなりハッキング行為を繰り返していた。憎悪に満ちた心と群を抜いたコンピュータ知識をカーンデジファーに利用され、コンピュータ・ワールドに混乱をもたらすこととなる。「僕が悪いんじゃないのに！」が口癖。
裕福な家庭で育ち、両親は健在だが、両親の愛情を知らずに育ってきたため、武史自身は「電話はいつも命令ばかり」「お金さえ渡しておけば幸せだと思っている」と言って嫌っている。また、コミュニケーション能力の低さから好意を寄せる相手に対して歪んだ愛し方しかできず、ゆかに片想いして日頃からストーカーのように尾け回し、常にラブレターを渡す機会をうかがっているが上手くいかない。
基本的には武史が何かに強い不満を抱き、その憎しみを怪獣という形で具現化させ、コンピュータ・ワールド内で暴れさせることが多いが、死者が出かねない作戦には躊躇するそぶりを見せたり、第32話ではガムを路上に吐き捨てた男を注意するなど、それなりに良識的な面も持っている。しかし、カーンデジファーに制止を呼び掛けても大抵の場合、洗脳によって強行させられてしまう。
カーンデジファーに見限られた後、直人たちに助けられ、彼らの戦う姿を見て改心。カーンデジファーを倒すための破壊プログラムを作成し、グリッドマンを勝利に導いた。
魔王カーンデジファー
「伝説の悪魔」と呼ばれる次元犯罪者。武史のコンピュータに乗り移り、現実世界の支配を目論む。

## グリッドマン
異世界ハイパーワールドから魔王カーンデジファーを追跡してきた、正義の実体を持たないエネルギー体「ハイパーエージェント」が、一平がジャンクの守護神として描いたCGキャラクター「グリッドマン」の姿を借りて、2次元化したもの。常に凛としたヒーローそのものの人物。しかし、第17話にて、ジャンクにアクセスしたハッカーを直人たちと思い込み、みすみすデータを盗まれ迂闊さを詫びるという、人間臭さを見せたこともある。アクセプターから発せられるアクセス・フラッシュによりコンピュータ・ワールドに吸い込まれた直人と合体し、3次元のグリッドマンが形成される。その後、全身にクリスタルコンバーターから迸るエネルギーを漲らせることで、70m大に巨大化する。
直人とは一心同体であるため、直人の怪我や戦意喪失はグリッドマンにも影響する。
データ
直人と合体した直後は等身大だが、ゆかの作った巨大化プログラムを取り込むことで怪獣と同じ大きさに巨大化する。

エネルギーランプ
普段は青色に輝いているが、グリッドマンの活動エネルギーが欠乏する、もしくは連動しているジャンクがパワーダウン状態になると、点滅と警告音で活動の限界を知らせる。
- 警告音はシンセサイザーの音を元にサンプリングしている。

グラン・アクセプター
直人がグリッドマンと合体するためのアイテム「アクセプター」と同じ形をしており、直人がグリッドマンと合体することでグリッドマンの左腕に宿る。実体化した当初は未装着だったため、戦闘力はない。必殺技グリッドビームはここから発射される。

テクタリオンアーマー
グリッドマンの全身を護っている強化装甲。地球上のあらゆる合金を凌ぐ強度を持つ。

クリスタルコンバーター
テクタリオンアーマーの胸部中央にある巨大化に必要な特殊エネルギーを秘めているツール。

トライアジャスター
クリスタルコンバーターを囲むように配置されている、3つの青色のパーツ。フィクサービームはここから発射される。

アクセスコード
直人とグリッドマンが一体化した時に打ち込むパスワード。このコードが入力されないと、グリッドマンはジャンクから出動することができない。コードは「GRIDMAN」。
普段はゆかがコードの入力を担当し、一平が「GRIDOMAN」とスペルを間違えたために出動できないという一幕もあった（第31話）。

デザイン・造型
立体検討用の粘土雛型では、玩具に準じた顎の立体解釈となっている。
番宣素材の特写などに使用された初期スーツはアーマー部分がメタリックシルバーに塗装されており、胸のクリスタルも透明であった。撮影用スーツは映り込みが激しかったため、アーマーがマットな塗装のグレーに塗り直し、目やクリスタルは半透明である。マスクはアップ用はFRP、アクション用はゴム状の新素材となっている。途中からマスクやボディに汚し塗装を足しているため、撮影時期によって状態が異なっており、アクション用のマスクもアップ用よりやや強めの汚し塗装となっている。手足のアーマー類は積層したウレタンフォームを削り、合皮をその上に貼っている。眼はトレーシングペーパーと小さい電球を内部に仕込んでいたが、スーツアクターの目に当たったことからスチール撮影では外している。デザイン画の段階から黒いラインが首にあったが、検討の末埋められた。
玩具同様、眼と胸の電飾のための単一電池は背中に入っている。
巨大化シーンのパースモデルはウルトラマン80のものを改造している。左手を掲げたポーズは左右逆版で映像が使用されているため、グラン・アクセプターが右腕に付いている。巨大化時は下からドライアイスの煙を送っている。

### 変身アイテム
アクセプター
グリッドマンから直人に贈られたブレスレット型アイテム。いつもは直人の左腕にあり、事件が発生したり、コンピュータ・ワールド内に怪獣が出現したりして、グリッドマンが直人を必要とした際には呼び出し音Gコールが鳴り、直人を呼ぶ連絡ツールとしても使用される。アクセプターとの干渉を避けるため、右腕に腕時計を着けている。
直人がジャンクの前で「アクセス・フラッシュ」と叫び、中央の青色のボタンを押すと展開し、直人はコンピュータ・ワールド用のスーツ姿となってジャンクに吸い込まれ、グリッドマンと合体する。直人がグリッドマンと合体した後も左腕に宿り、必殺光線を放つグラン・アクセプターとなる。また、上部にある金色のボタンを押すことで、ジャンク内部にいるグリッドマンを呼び出せる。
第22話では発掘作業所のパソコンから合体を行うが、グリッドマンが直人をジャンクに呼び寄せるのにエネルギーを使いすぎたため、通常よりも早くパワーダウンを起こしてしまった。
第30話では、ジュバゴンの言いなり光線に操られ合体を拒否する直人に対し、グリッドマンは両目から光線を放ち、アクセプターを強制起動させ強制的に合体させた。
- シナリオ段階では「サイバーブレス」という名称であった。
- 子供が腕に付けても安全にフィットする形として丸みを帯びたものとなった。撮影で使用されたものは試作を複製したもののため、玩具は1分の1サイズとなっている。
- 手の組み方は三種類あり、小尾がアレンジを加えた90度に左腕の肘を曲げ、右手でアクセプターを押すもの、村石の意図で前方に左腕を突き出し、90度に肘を曲げたアクションが加えられたもの、玩具版のアクセプターのCMでしている腕を十字にクロスしたものがある。直人役の小尾昌也は、監督ごとに変身の仕方が微妙に変わっていったと証言している。合体バンクと日常ドラマパートの整合性を取るため、コスチュームを挟み込むものとなった。

### 主な能力
グリッドビーム
左腕にあるグラン・アクセプターから破壊エネルギーを一気に撃ち出す光線技。グリッドマンのメイン必殺技であり、多くの怪獣を倒したが、バギラには防がれてしまった。
- 発射音は、既にストックされていた音に厚みを足している。

スパークビーム
左拳を突き出し、高圧電流を帯びた火球のような光弾を連続で数発放つ。主に怪獣の一部分を集中的に攻撃したり、他の必殺技への繋ぎとして多用される。グラン・アクセプターから放つタイプ（第1話など）と、拳から放つタイプ（第16話など）がある。また、第16話から使用時に技名を言うようになった。

グリッドライトセイバー
左腕に集中させた破壊エネルギーをカッター光線状に引き伸ばすことで細長いエネルギーの剣を作り出し、それを投げ飛ばして敵をX字に切り裂く必殺技。プランドンとアイガンガーを倒した。

超電導キック
通常のキック攻撃。機動力の高さを活かして、落下時の勢いで破壊力が強化されたキックを怪獣の弱点に繰り出す。

ネオ超電導キック
超電導キックの強化版で、高空にジャンプし斜め下に落下しながら赤化させた両足で放つ。ジュバゴンを倒したが、巨大カーンデジファーには通用しなかった。

グリッドハイパービーム
巨大カーンデジファーに全てのアシストウェポンのプログラムを破壊されたグリッドマンが、武史が作った破壊プログラムを利用してグラン・アクセプターにジャンクの全エネルギーを集中して放った最強最後の必殺技。巨大カーンデジファーを武史のコンピュータのコンピュータ・ワールドもろとも消滅させた。

フィクサービーム
胸部のトライジャスターから放たれる光線。怪獣によって破壊されたコンピュータ・ワールドや現実世界、人の心を元通りに修復・浄化する。また、シノビラー事件では怪獣に洗脳された人間たちを正気に戻し、ニセアノシラス事件では足が不自由なシゲルを勇気づけるために使用してシゲルを立たせた。
サンダーグリッドマン、キンググリッドマンの状態でも使用可能。

グリッドキネシス
グリッドマンの精神力をエネルギーに変換してアクセプターに送り込む技。ダズルバの影響で起きることができない直人たちを眠りから目覚めさせたが、一度使用するとエネルギーを大量に消耗し、通常よりも早くパワーダウンを起こしてしまうのが欠点。

バリアービーム
ステルガンの衝撃波を相殺し無力化させたビーム。

実体化ビーム
両目から光線を放ち、コンピュータワールドに送り込まれたプログラムを実体化させる。完成したばかりのアシストウェポンに対して使用していた。

### アシストウェポン
一平が自ら考案・プログラミングした、グリッドマン用の武装および戦闘メカ。当初は基本的にゆかがプログラムを打ち込んでいたが、後にアシストウェポンセレクターから選択する方式に変更された。また、パワードスーツのように変形させたアシストウェポンと合体することで、グリッドマンの能力を飛躍的に増強させることが可能。カーンデジファーをジャンクのコンピュータ・ワールドに誘き寄せて交戦した際、全アシストウェポンのプログラムが破壊されてしまう。
バリアーシールド
アシストウェポン第1号である盾。縁から超高電磁波を発生させて防御する。また、打撃武器としての使用や、中心部から超電磁渦を放射し、敵を麻痺させ、大幅に活動力を低下させることができる。
一平がバギラによる影響で食べられなかった好物のスペシャルドッグ（ホットドッグの一種）を元にCGを描き、ゆかがプログラミングして作り出した。最も多く使われたアシストウェポンであり、巨大カーンデジファーとの最終決戦でも用いられた。

プラズマブレード
バリアーシールドに収納されている細身の剣。プラズマを刀身に帯電させ、1000度の高熱で敵を切り裂く。
バリアーシールドと同様に対バギラ戦から使用。フレムラー・ブリザラーと戦った際にはバリアーシールド同様に盾の役割も果たした。巨大カーンデジファーとの最終決戦でも用いられた。

電光雷撃剣グリッドマンソード
バリアーシールドとプラズマブレードが合体した状態。攻撃力は高い反面、攻撃が大振りになりやすいという欠点がある。
1,000万度の高熱と1億ボルトの高圧電流を纏わせ、白熱化した刀身を素早く振り下ろして敵を斬り裂くライトニング・サンダーボルトでフレムラーを倒した。
第6話で、ユニゾンとアノシラスの力によって使用可能となる。実戦ではフレムラー・ブリザラーとの2対1での戦闘の際に初めて使用され、2体を撃破。ニセアノシラスとの戦いではニセアノシラスにダメージを与えたことでシゲルたちの洗脳を解除させた。

サンダーアックス
グリッドマンソードを変形させた斧状の形態。超高電圧によって雷を呼び、1,000万ボルトの電撃を放つ。劇中未使用だが、振り回すことで電磁嵐も起こせる。劇中ではシノビラー戦でのみ使用。
- 組み換えや変形はエフェクトで表現されている。

サンダージェット
大型ジェット機。機体下部にあるランチャーから秒間20発放つサンダーミサイルを主武装とし、ゴッドゼノンの頭部と胴体、サンダーグリッドマンの上半身の鎧になり、余剰パーツは一体となってバックパックとなる。一平が戦闘機の資料を参考にプログラムし、テラガイヤー戦で初陣を飾った。頑丈な特殊リングサンダーリングによりテラガイヤーの口の開閉を封じた。

ツインドリラー
地底戦車。ハイパー・テクタリオン合金製の2本のドリルを備えており、先端からツインレーザーを放つ。ホバリング能力も持ち、空中での活動も可能。ゴッドゼノンの腹部・腰・太腿、サンダーグリッドマンの腕と肩の鎧になる。一平が戦車の資料を参考に開発し、テラガイヤー戦で初陣を飾った。

ゴッドタンク
大型装甲車。60°の傾斜面を登り、あらゆる悪路を完全走破することが可能。2門のゴッドキャノンから秒間50発のエネルギー弾を発射するゴッドレーザーが主武装。ゴッドゼノンの脚、サンダーグリッドマンの足の鎧になる。一平が戦車の資料を参考に開発するが、サンダージェットとツインドリラーより遅れて完成し、メタラス戦で初陣を飾った。
- ゴッドゼノンの合体用ミニチュアは電動で変形するギミックを有している。

ドラゴニックキャノン
龍を模した大型プラズマ火炎砲で、口から覗く砲口からドラゴンファイヤーと呼ばれる1億度の超高熱プラズマ火炎を放射する。ドラゴンファイヤーの射程は1,000メートル。一平が中国でミイラと共に発見された龍の副葬品をヒントにプログラムした。劇中ではメカバギラ戦のみの登場。第19話で変形機構を追加され、ダイナファイターとなった。
セレクターでは、ダイナドラゴンと別々に用意されている。

ダイナファイター
ドラゴニックキャノンが追加プログラムによって変形した小型戦闘機。機体下部に3門のダイナミサイルとダイナレーザーを装備しており、ダイナドラゴンの頭部・胴中央・尻尾になる。メカフレムラー戦で初投入された。

キングジェット
ダイナファイターのシステムの強化のために開発された大型戦闘機。武器は機体下部に装備された3門のランチャーから発射するキングミサイルとキングレーザー。ダイナドラゴンの体、キンググリッドマンの胴体・肩・前腕・脚部になる。メカステルガン戦で初投入され、ダイナファイターとの光線フォーメーション攻撃ビューストームα・βでメカステルガンの隠しコマンドである透明化能力を無効化した。
- 初期に制作されたものは翼が斜めになっている。

ドラゴンフォートレス
ダイナファイターとキングジェットが合体した超大型合体戦闘機。主力武器は下部からせり出したランチャーから撃ち出す3門のフォートレスミサイルと2門のペネトレーター砲。メカステルガン戦で初投入。
開発当初、一平は翼の色が決まらずに悩んでいたが、翔大次郎（ジロー・ダイ）との交流を経て、白に決定する。

スペック（現実世界に出た場合の数値）
| 名称                 | 全長             | 全幅            | 全高            | 総重量             | 速度                        |
| -------------------- | ---------------- | --------------- | --------------- | ------------------ | --------------------------- |
| サンダージェット     | 62.1 m[出典 30]  | 48.6 m[出典 30] | 19.8 m[出典 30] | 4万7千 t[出典 30]  | 飛行速度：マッハ5[出典 30]  |
| ツインドリラー       | 44.1 m[出典 30]  | 21 m[出典 30]   | 15 m[出典 30]   | 2万1千 t[出典 30]  | 走行速度：100 km/h[出典 30] |
| ゴッドタンク         | 72.9 m[出典 30]  | 21 m[出典 30]   | 13.2 m[出典 30] | 3万2千 t[出典 30]  |                             |
| ドラゴニックキャノン | 78 m[58][59]     |                 |                 | 9万6千 t[58][59]   |                             |
| ダイナファイター     | 69 m[出典 34]    | 54.7 m[出典 34] | 24 m[出典 34]   | 9万6千 t[出典 34]  | 飛行速度：マッハ36[出典 34] |
| キングジェット       | 97.3 m[出典 34]  | 73 m[出典 34]   | 29 m[出典 34]   | 14万4千 t[出典 34] | 飛行速度：マッハ18[出典 34] |
| ドラゴンフォートレス | 106.4 m[出典 36] | 73 m[出典 36]   | 30 m[出典 36]   | 24万 t[出典 36]    | 飛行速度：マッハ43[出典 36] |

### サポートロボ
合体電神ゴッドゼノン
サンダージェット、ツインドリラー、ゴッドタンクが電神合体したサポートロボ。怪盗マティこと石川五介がカナにプレゼントした変形ロボットの玩具からヒントを得て、一平がプログラムを付け加えて完成させた。合体完了時に雄叫びをあげるが明確な自我は持たず、戦いは操縦による部分が大きい。
得意技は両腕から高速でブレーカー・ナックルを発射するゴッドパンチ、ブレーカー・ナックルで強力なアッパーパンチを放つゴッドブレーカー、ゴッドキック。
マグネガウス戦で初陣を飾り、マグネガウスの磁力破壊光線に耐えながら、マグネガウスのバリアとマグネホーンを破壊するが、直後に動けなくなってしまう。2度目の出撃となったニセアノシラス戦ではシゲルのハッキングの影響でデータを損傷させられ、不完全な状態で戦闘を行ったことが災いして両腕を破壊された後、ニセアノシラスの攻撃を受けてバラバラに飛び散り、消滅してしまった。
その後、改修されて、アイガンガー戦で復活。パワーアップ後は体重14万トンのアイガンガーをも持ち上げ終始優勢なほどの力を見せるようになった。ジュバゴンに操られたグリッドマンと戦った際にはグリッドマンを圧倒、直人の肉体へのダメージを危惧したゆかにより強制回収される。劇中での最後の出撃となったデビルフェイザー戦ではゴッドパンチを操られたものの敵の弱点破壊に貢献、ゴッドブレイカーを放った。
- デザインを担当した斉藤まさかつは、『グリッドマン』の玩具開発を担当していた高谷元基から「コンボイのイメージでお願いします」と指定されたとインタビューで語っている
- 撮影用スーツは、顔を小さく見せるためにスーツアクターの視界確保用の覗き穴を目ではなく額部分としている。レザー調の素材をウレタンで創り出した形状に貼って仕上げている。顔の銀色の部分を小さく作ることで小顔の印象を与えており、下駄を足に履かせて長くしている。
- 合体シーンのミニチュアモデルは、各アシスト・ウエポンのミニチュアを実際に変形・合体させたものである。

合体超竜ダイナドラゴン
ドラゴンフォートレスが超竜合体した恐竜型サポートロボ。日本で発掘されたニホンティラノサウルスの復元図の骨格データをベースに変形機能を組み込んで完成。ネオメタラス戦で初陣を飾る。
主武装は口から高熱火炎に変換された咆哮の際に発するエネルギーを放射するドラゴンロアー、両肩に装備したペネトレーター砲とフォトンランチャー。
キンググリッドマンへの合体プログラムを組み込まれてからは、この状態のまま送られるようになった。
- 一部媒体では電光超竜ダイナドラゴンと表記される。
- 造形物は撮影用スーツのみで、変形用のミニチュアはなかったとされる。

### 合体形態
合体超神サンダーグリッドマン
グリッドマンがゴッドゼノンと超神合体した形態。ジェネレドン戦で初陣を飾った。
グリッドマンの各形態の中では最大のパワーを持ち、グリッドマンの超能力に加え、3機のアシストウェポンの武器が使用できる。その反面、動きは鈍く、グリッドマンのような身のこなしはできない。
体内の全パワーを込めて鉄拳クラッシャーナックルで繰り出すサンダーグリッドパンチや通常の3倍の威力を秘めたサンダーグリッドキックを得意技とする。必殺技として、高速回転させた両肩の2本のドリルを発射して敵を貫くドリルブレイクや右腕から放つ高圧電流を漲らせたサンダーグリッドビーム、胸部のサンダークリスタルから放つ高熱エネルギー火炎サンダーグリッドファイヤーを使用可能。どの技も決め手として用いられた。また、フィクサービームをサンダークリスタルから放射することも可能。
- 撮影用スーツは、グリッドマンのスーツに実際にアーマーを装着させている。頭部のヘルメット上パーツは完全新規造形で、二重構造となっており、超電子アイがサーチャーゴーグルの下に造形されている。塗装で細かなディテールを処理しており、ブラシ塗装で立体感を強調している。より長く脚を見せるため高下駄を履いている。

合体竜帝キンググリッドマン
グリッドマンがキングジェットと竜帝合体した第2の強化形態。ベノラの毒ガス攻撃に苦戦するグリッドマンを助けるために用意された。
パワー重視のサンダーグリッドマンに対し、キンググリッドマンはスピード重視の形態である。鎧のマスクには防毒マスクの機能も備わっており、ベノラやテレボーズとの戦いで効果的に使用された。
キンググリッドパンチやキンググリッドキックを得意技とし、両腕に装備されたペネトレーター砲からキンググリッドランチャーを秒間10発発射し、必殺技として右腕から放つキンググリッドビームと胸部のクリスタルコンバーターから放射するキンググリッドファイヤーを使用。
またキングジェットは後述のグリッドマンシグマとも合体可能で、キンググリッドマンシグマとなる。
- グリッドマンのメインカラーである赤を主体としたものにし、強化した姿というコンセプトをはっきりとさせるため、上半身の意匠は青いカラーリングなどグリッドマンを踏襲している。
- 撮影用スーツは、グリッドマンのスーツに実際にアーマーを装着させている。内部に着込んでいるアーマーが部分的に省略された平面塗装の簡易的なグリッドマンのスーツはサンダーグリッドマンと共通のもののため、最終的な組み上げは現場で行われた。合体シーン用のミニチュアモデルはサイズと機能が異なるため、個別に制作された。

## 劇中用語
ジャンク
直人、ゆか、一平が小遣いをはたいて中古パーツの寄せ集めで作り、秘密部屋に設置した自作パソコン。ハイパーエージェントがこのジャンクの中に宿っており、カーンデジファーと戦う戦闘拠点となっている。グリッドマンと連動しており、ジャンクがパワーダウンするとグリッドマンも合体している直人ごとコンピューター・ワールドから消去されてしまう。
後に現実で一般化した自作パソコンとは異なり、電子部品が雑然と組み合わせられた構造がむき出しとなっており、手作り感が漂う形をしている。
最終決戦時に巨大カーンデジファーを呼び込んだ際、戦いの中でアシストウェポンの全データを破壊されてしまう。
- キーボード音は喫茶店のレジスターの音を使用している。

コンピュータ・ワールド
コンピュータの中に存在する異世界。人型電子生命体コンポイドが生息し、各コンピュータ・ワールド間は特殊空間パサルートによって繋がっている。ここが破壊されると多大な影響が現実世界に及ぶ。
- デザインはコンピュータの基盤をモチーフとしており、集積回路を従来のミニチュア特撮のビルに見立てている。独特な雰囲気を演出するため、アクリルにカラフルな照明を当てているものを多用している。天井部分にもビルなどの造型を施すことで、照明が映らないよう覆い隠している。しかし、画面が暗いという評価があったため、途中から省略された。セットの手前側には蛍光色を用いているが、通常の照明ではビデオ撮影に映らないためブラックライトを当てている。背景ホリゾントと町並みの隙間の空間からホリゾントに照明を当てることで不思議な背景を生み出している。パサルートはペンシルカメラをバックライトを当ててフィルム状のグリッドを入れた半円のドーナツ型のアクリルの筒の中に通し、モーターで回転するクレーンにカメラを置いて撮影している。後半はカメラを重ねたアクリルのセットの中に入れて半分を同じフレームの画を反対にして合成している。

桜が丘（）
本作品の舞台である直人らの住む街。カーンデジファーの暗躍により奇怪な事件が起こるようになる。
ロケは主に稲城市向陽台と多摩センターで行われた。そのため、第3話に登場するかめさん公園は向陽台に実在する公園である。翔家の外観は実際にある家で、リビングは円谷プロが所有していた本社敷地内にある家屋、直人の部屋は東宝ビルトのセットで撮影された。武史の部屋なども、円谷プロダクションの裏手にあるアパートの会議室の2階の一室を用いている。井上病院の撮影に使用されたのは幼稚園である。

インテリアスペース彩（）
馬場家が営むインテリアショップ。
- シナリオ段階では食料品店であった。
- この店は実際に存在するインテリア店であり、ほぼ同時期のドラマ『南くんの恋人』や『ウルトラマンダイナ』でもロケに使われている。ジャンクの置かれた地下室はこの店には実在せず、東宝ビルト第5ステージの特撮セット裏に設置されたセットである。

## 主題歌・挿入歌
音楽制作は、それまで円谷プロダクション作品を手掛けてきた日本コロムビアではなく、ビクターエンタテインメントが担当した。主題歌の作曲を担当した鈴木キサブローは、本作品以降円谷プロダクション作品の主題歌を多く手掛けるようになった。
オープニング曲「夢のヒーロー」
作詩：大津あきら / 作曲：鈴木キサブロー / 編曲：岩本正樹 / 歌：坂井紀雄
第3 - 5、9、11 - 13、15、16、18、19、21、24、26、34 - 36話では挿入歌として使用された。
テレビサイズは、編集用素材として作られたテレビ用のイントロとコーダをフルサイズの1番につなげたもの。
Aメロのシャウト部分の歌詞が異なる別バージョンがあり、「夢のヒーロー（B Type）」のタイトルでCD化されている。
エンディング曲「もっと君を知れば」
作詩：大津あきら / 作曲：鈴木キサブロー / 編曲：岩本正樹 / 歌：坂井紀雄
第15話では挿入歌として使用された。
挿入歌「ふたつの勇気」
作詞：相田毅 / 作曲：戸塚修 / 編曲：戸塚修 / 歌：コンポイドスリー
劇中未使用。

## キャスト
※ゲストについては後述の放映リストを参照。
- 翔直人[注釈 20] - 小尾昌也
- 井上ゆか - 服部ジュン
- 馬場一平 - 須藤丈士
- 藤堂武史 - 菅原剛
- 翔宗一郎 - エド山口
- 翔道子 - 一柳みる
- 翔大地 - 岩岡真裕
- 井上英世 - 伴直弥[注釈 21]
- 井上良枝 - 三谷侑未
- 井上良仁 - 新井昌和
- 馬場寛司 - 片岡五郎
- 馬場彩子 - 津賀有子
- 馬場カナ - 中武佳奈子
- 小金村巡査 - 小松正一
- 尼崎巡査 - 五森大輔
- 桑田ひとみ - 高岸佐也子
- アナウンサー - 原えりこ

声の出演
- グリッドマン - 緑川光
- 魔王カーンデジファー - 佐藤正治
- ジャンク - 嶋方淳子
- ナレーター - 真地勇志

スーツアクター
- グリッドマン、ゴッドゼノン、サンダーグリッドマン、キンググリッドマン - 岡野弘之、遠藤城利
- ダイナドラゴン、結晶怪獣ギラルス、怪獣 - 三宅敏夫
- 魔王カーンデジファー - 榎本貴志
- 怪獣 - 西村敦也、田中普史
- グリッドマン（21） - 大橋明

## スタッフ
パイロット監督は、テレビアニメ『ウルトラマンキッズ 母をたずねて3000万光年』などを手掛けた曽我仁彦が担当した。神澤信一はローテーション監督としての参加であったが第3話・第4話のみで降板し、その後は村石宏實が事実上のメイン監督となった。
撮影の大岡新一は、映画『REX 恐竜物語』への参加が決まっていたため第1話・第2話のみで降板し、その後は撮影助手であった中根伸治が引き継いだ。
当初はメインスタッフが本編と特撮を兼任する一班体制で、第2クールごろより別班体制となった。
- 企画 - 円谷皐
- プロデュース - 円谷一夫、小山信行、井上博(TBS)
- キャラクター原案 - ジャパンタップス[注釈 22]
- シリーズ構成 - 江藤直行、平野靖士
- 脚本 - 平野靖士、平野美枝、川崎ヒロユキ、静谷伊佐夫、神戸一彦、新藤義親、右田昌万、大川俊道
- 音楽 - 戸塚修[79]
- 撮影 - 大岡新一、中根伸治
- CG - 秋元きつね、高山亮、丹治信子、栢野智博
- SFX - 大里俊博
- 操演 - 亀甲船
- 光学アニメーション - 日本エフェクトセンター
- 造型 - 開米プロダクション、ボンクラフト
- D-1 VTR編集 - 田代定三
- 選曲 - 須藤輝義
- 音響効果 - 森川永子
- 衣装 - 東宝コスチューム
- スタジオ - 東宝ビルト
- 協力 - 富士通、三菱自動車、宮田工業
- 特撮監督 - 佐川和夫
- 特撮監修 - 高野宏一
- 監督 - 曽我仁彦、神澤信一、村石宏實、川崎郷太、小中和哉、北村義樹、石井てるよし、高野敏幸
- 制作 - TBS、円谷プロダクション

## 放送日程
※ 怪獣の詳細については電光超人グリッドマンの登場怪獣を参照。
| 放送回 | 放送日         | サブタイトル                 | 登場怪獣                                                                | ゲスト | 脚本         | 監督         |
| ------ | -------------- | ---------------------------- | ----------------------------------------------------------------------- | --- | ------------ | ------------ |
| 1      | 1993年04月03日 | 新世紀ヒーロー誕生！         | 結晶怪獣ギラルス                                                        | - 椿真由美（看護婦） - 林延年（武史のパソコンの声） | 平野靖士     | 曽我仁彦     |
| 2      | 4月10日        | アクセプターの秘密           | 弾力怪獣バモラ                                                          | - | 平野美枝     | 曽我仁彦     |
| 3      | 4月17日        | 電話パニック危機一髪         | 火山怪獣ボルカドン                                                      | - 小野沙織（営業部員A） - 伊藤淳（営業部員B） | 平野美枝     | 神澤信一     |
| 4      | 4月24日        | 暴走自動車                   | 透明怪獣ステルガン                                                      | - 黒部進（細野龍元） - 名取幸政（関根社長） - 門田俊一（テレビ司会者） - 須藤学（パーツ屋の店員） - 林延年（パソコンの声） | 平野靖士     | 神澤信一     |
| 5      | 5月01日        | 男の意地の必殺剣！           | 裂刀怪獣バギラ                                                          | - 藤井介人 - 田中耕二 - 小林俊夫（営業マンの声） | 平野美枝     | 村石宏實     |
| 6      | 5月08日        | 恐怖のメロディ               | - 裂刀怪獣バギラ（改造） - 電子アニマル アノシラス - 音波怪獣アノシラス | - 飛田恵理（ユニゾン） - 岩崎ひろし - 市村直樹 - 染谷亜紀 | 川崎ヒロユキ | 村石宏實     |
| 7      | 5月15日        | 電子レンジ爆発0秒前          | 火炎怪獣フレムラー                                                      | 武田留美子 | 静谷伊佐夫   | 川崎郷太     |
| 8      | 5月22日        | 兄弟の絆                     | - 火炎怪獣フレムラー - 冷凍怪獣ブリザラー                               | - | 神戸一彦     | 川崎郷太     |
| 9      | 5月29日        | 悪魔の洗脳作戦               | 忍者怪獣シノビラー（声：風間信彦）                                      | - 友金敏雄（御手洗先生） - 高野泰宏（松岡優作） - 菊地彩美（永村美奈子） | 新藤義親     | 村石宏實     |
| 10     | 6月05日        | 危険な贈り物                 | 地底怪獣テラガイヤー                                                    | - | 平野靖士     | 村石宏實     |
| 11     | 6月12日        | おこづかいは十万円?          | 鋼鉄怪獣メタラス                                                        | - 寺山さい子 - 照井暁 - 鶴田東 - 三田恵子 - 山梨ハナ - 佐野朝実 - 工藤あさぎ - 山崎瑠美香 - 加取かなみ | 川崎ヒロユキ | 小中和哉     |
| 12     | 6月19日        | 怪盗マティに御用心!          | 磁力怪獣マグネガウス                                                    | - 遠山俊也（石川五介 / 怪盗マティ） - 島ひろ子 - 緒方恵美（マティベアの声） - 永島由子（セキュリティの声） | 右田昌万     | 小中和哉     |
| 13     | 6月26日        | スポーツなんか大嫌い         | 電気怪獣ジェネレドン                                                    | - 澤田謙也（柏木） - 花田奈美 - 山根亘 | 平野美枝     | 北村義樹     |
| 14     | 7月03日        | あやつられた時間             | 結晶怪獣メカギラルス                                                    | - 井手尾有香里（斉藤ルミエ） - 猪瀬将人（男の子） - 笠原留美（時報の声） | 静谷伊佐夫   | 北村義樹     |
| 15     | 7月10日        | 歪んだターゲット             | 忍者怪獣シノビラー（再生）（声：江川央生）                              | - 清家将明 - 梛野素子 - 深作覚 | 平野靖士     | 村石宏實     |
| 16     | 7月17日        | 一平、チビる!?               | 弾力怪獣メカバモラ                                                      | - 丹古母鬼馬二（鬼丸信三） - 清水進一 - 松本雅宏 - 佐藤康治 - 美咲かおる - 榎谷曜子 - 新家一弘 - 深作覚 | 神戸一彦     | 村石宏實     |
| 17     | 7月24日        | 孤独なハッカー               | 超音波怪獣ニセアノシラス                                                | - 田口尚利（田宮シゲル） - 宝ひとみ（田宮聡子） | 石井てるよし |              |
| 18     | 7月31日        | 竜の伝説                     | 裂刀怪獣メカバギラ                                                      | - 植村喜八郎（野口明） - 五十嵐明（カメラマン） - 牧村泉三郎（研究員A） - 仁村真佐宏（研究員B） - 松能明子（研究員C） - 石丸ひろし（ミイラ） - 石橋秀太郎（野口替之） - 深作覚                                                      | 石井てるよし | 神戸一彦     |
| 19     | 8月14日        | セクシー婦警SOS!             | - 火炎怪獣フレムラー（再生） - 火炎怪獣メカフレムラー                   | - 藤代美奈子（美咲麗子） - 柴田理恵（藪下雅子） - 中島美紀（美容師A） - 浅野富士子（美容師B） - 立花里美（美容師C） | 大川俊道     | 北村義樹     |
| 20     | 8月21日        | 地球から色が消える?!         | 透明怪獣メカステルガン                                                  | - 加門良（翔大次郎） - 国島美恵（受付嬢） - 白山照彦（司会者） - 荻原由美子（スタッフA） - 山口順子（スタッフB） | 新藤義親     | 北村義樹     |
| 21     | 8月28日        | 処刑!! 夢のヒーロー          | 幻覚怪獣ダズルバ                                                        | - 宮沢麻衣子（CMタレント） - 以下、悪夢世界のピエロ - 松本雅宏 - 石橋秀太郎 - 大平勝久 - 横尾和則 - 村瀬智一 - 高橋和司 - 新家一弘 - 大橋明 - 深作覚                                                                                | 川崎ヒロユキ | 村石宏實     |
| 22     | 9月04日        | 復活! 恐竜帝王               | 超鋼鉄怪獣ネオメタラス                                                  | - 岡部健（吉原博士） - 三浦憲治（研究員A） - 松本雅宏（研究員B） | 平野美枝     | 村石宏實     |
| 23     | 9月11日        | 暗殺! 地獄の雷鳴             | 暗殺怪獣メカジェネレドン                                                | - | 神戸一彦     | 石井てるよし |
| 24     | 9月18日        | 恋! バイオフラワー           | 植物怪獣プランドン                                                      | - 蜷川香子（ユリ） - 石井誠一（耕作） - 円谷文彦（研究員） | 静谷伊佐夫   | 石井てるよし |
| 25     | 9月25日        | 決戦! ヒーローの最期（前編） | 毒煙怪獣ベノラ                                                          | - 須藤学（パーツ屋の店主） - 沖田泰子（主婦A） - 岩崎有花（主婦B） - 岩永茂（工場の係員） | 平野靖士     | 北村義樹     |
| 26     | 10月02日       | 決戦! ヒーローの最期（後編） | 毒煙怪獣ベノラ                                                          | - | 平野靖士     | 北村義樹     |
| 27     | 10月9日        | 驚天! オモチャの反乱         | 電波怪獣ボランガ                                                        | - 武田有造（トオル） - 曽根由加（淳子） - 森朝子（早川桜子） - 植木悠太（早川太郎） - 清水健（健太） - 木村雅（太郎の同級生A） - 堀裕晶（太郎の同級生B） - 長谷川宙（健太の友達A） - 明石健太郎（健太の友達B）                      | 大川俊道     | 村石宏實     |
| 28     | 10月16日       | 神かくし! ゆかが消えた!!     | 盗視怪獣アイガンガー                                                    | - 小池榮（金田有希雄） - 窪園純一（通行人A） - 北村隆幸（通行人B） - 春延朋也（タクシーの乗客） - 今井耐介（タクシーの運転手） - 永島由子（ビデオカメラの音声）                                                                     | 平野美枝     | 村石宏實     |
| 29     | 10月23日       | 愛犬爆弾計画                 | カンフーシノビラー（声：江川央生）                                      | - 菊地彩美（永村美奈子） - 佐々木健 - 杉仲彩 - 打出親五 - 河内恵理 | 新藤義親     | 石井てるよし |
| 30     | 10月30日       | 世界滅亡の日                 | 魔力超獣ジュバゴン                                                      | - 島田洋八（井上ゆか造） - 渡辺信子（クラウディア） - 井出勝己 - 河島順子 - 大石千暁 - 早川亜友子 - 西美子 - 武藤純子 - 萩野礼美 - 梅田奈央美 - 佐藤太三夫 - 高橋沙由子 - 舛屋文子 - 工藤温子 - 馬場美由紀                          | 右田昌万     | 石井てるよし |
| 31     | 11月06日       | 怪獣ママは女子大生           | いたずら怪獣テレボーズ（善・悪）                                        | - 鈴木亜美（遥キララ） - 小寺徹 - 平井奈津子 - 木村雅 - 勝光徳 - 岡林桂子 - 巻口久美子 | 神戸一彦     | 北村義樹     |
| 32     | 11月13日       | 人間掃除機の襲撃！           | 吸引怪獣ギュルンバ                                                      | - 瀬戸陽一郎（ガムを捨てた男） - たかはし等（掃除機の販売人） | 静谷伊佐夫   | 北村義樹     |
| 33     | 11月20日       | もうひとりの武史             | 怨念鬼獣チドゲラー                                                      | - 安藤整治（タケオ） - 斉藤慧（チビ武史） - 安田洋子（お清） - 森富士夫（武史の父） - 山本孝代（武史の母） - 木川雅司（純君） - 大島久枝（純君の母） - 岩田智久 - 石原直哉 - 美代かほり - 千田悟 - 鈴木みどり - 岡田友貴 - 小室明子 | 右田昌万     | 高野敏幸     |
| 34     | 11月27日       | ボディガード弁慶参上!        | 時空魔人 亜武丸（声：松丸卓也）                                         | - きくち英一（武蔵坊弁慶） - 倉尚 - 尾崎良輔 - 長澤ゆかり - 増島剛之 - 松本雅宏 - 新家一弘 - 加島祥全 - 清家将明 - 大平勝久 - 神鷹脩 - 松本順一 - 深作覚                                                                            | 神戸一彦     | 村石宏實     |
| 35     | 12月04日       | ぎくっ! スケバンゆか!?       | ツッパリ怪獣ゴロマキング（声：松丸卓也）                                | - 平野大輔（不良A） - 内田豊春（不良B） - 渡辺和代 - 田中一成（漫才の声） | 静谷伊佐夫   | 村石宏實     |
| 36     | 12月11日       | やったぜ! ベイビィ           | 暴君超獣デビルフェイザー                                                | - 清水頭あき（新庄アキホ） - 原えり子（原アナウンサー） - 重水直人 - 岡山和之 - 森富士夫 | 新藤義親     | 北村義樹     |
| 37     | 12月18日       | えっ! パパが死刑?            | 毒蜘蛛超獣カーンジョルジョ（声：川津泰彦）                              | - 遠藤哲司 - 原元太仁 - 竹内康裕 - 走水杏伍 - 清水知徳 - 松本じゅん - 岸野幸正 - 新家一弘 - 深作覚 - 又野彰夫 | 右田昌万     | 北村義樹     |
| 38     | 12月25日       | 危うし地球!                  | - 悪臭怪獣スカボーン - 巨大魔王カーンデジファー                         | - 原えり子（原アナウンサー） - 寺尾葉子 | 平野美枝     | 村石宏實     |
| 39     | 1994年01月08日 | さらばグリッドマン           | 巨大魔王カーンデジファー                                                | - 原えり子（原アナウンサー） - 石井てるよし - 河島順子 - 丹治信子 | 平野靖士     | 村石宏實     |

## コミカライズ
- 『てれびくん』1993年連載、作画：こいしさとし。

## 関連商品
- 音楽
  - CDシングル 夢のヒーロー / もっと君を知れば（廃盤）[81] - 1993年5月1日、ビクターエンタテインメントより発売。主題歌2曲とそのカラオケを収録。
  - CD 電光超人グリッドマン オリジナル・サウンドトラック（廃盤）[81] - 1993年9月22日、ビクターエンタテインメントより発売。全27曲収録。
  - CD 電光超人グリッドマン オリジナル・サウンドトラック - 2019年1月23日、disc unionより発売。ビクター版と同タイトルだが内容は異なり、ビクター版と後述の『電光超人グリッドマン モア・オリジナル・サウンドトラック』の曲に初CD化の曲を加えた全82曲を収録。2枚組。
- 映像
  - VHS 電光超人グリッドマン（単巻版、廃盤） - ビクターエンタテインメントより発売。全11巻。1 - 6巻までは各巻4話、以降は3話収録。
  - VHS 電光超人グリッドマン NON STOP BATTLE ACTION（廃盤） - ビクターエンタテインメントより発売。全4巻。第1巻「グリッドマン編」は第1 - 10話、第2巻「サンダーグリッドマン編」は第11 - 20話、第3巻「キンググリッドマン編」は第21 - 30話、第4巻「最終決戦編」は第31 - 39話の戦闘シーンを再編集して収録。
  - VHS 電光超人グリッドマン サンダーグリッドマン登場!（廃盤） - ビクターエンタテインメントより発売。第13話を収録。
  - DVD 電光超人グリッドマン DVD+CD! HYPER COMPLETE BOX（廃盤） - 2005年1月26日からエイベックスより発売。全39話を収録したDVD10枚とCD1枚のセット版。CDは『電光超人グリッドマン モア・オリジナル・サウンドトラック』と題して、ビクター版のサントラに未収録の曲を収録。
  - DVD 電光超人グリッドマン（単巻版） - 2013年1月21日から円谷プロダクション・TBS（販売元：東映、東映ビデオ）より発売。全8巻。各巻5話（8巻のみ4話）収録。
  - Blu-ray 電光超人グリッドマン Blu-ray BOX - 2017年12月20日、ポニーキャニオンより発売。全39話に加え、オープニング・エンディングのノンテロップ版映像を収録。
- 本
  - 小学館のテレビ絵本（1） グリッドマンたんじょう!!のまき[81] - 1993年5月、小学館より発売。
  - 小学館のテレビ絵本（2） パワーアップだ グリッドマン!!のまき[81] - 1993年5月、小学館より発売。
  - テレビランドカラーグラフ59 電光超人グリッドマン[81] - 1993年6月15日、徳間書店より発売。
  - テレビマガジン グレート百科11 電光超人グリッドマン ひみつ大図鑑[81] - 1993年6月20日、講談社より発売。
  - 小学館のテレビ絵本（3） たたかえ！グリッドマンのまき[81] - 1993年7月、小学館より発売。
  - ワコーのとびだすえほん・ゴールド版 電光超人グリッドマン[81] - 1993年7月16日、ショウワワコーより発売。
  - 講談社のテレビ絵本652 （1）たちあがれ！グリッドマン[81] - 1993年7月25日、講談社より発売。
  - ケイブンシャの大百科別冊 ミニ・アルバム 電光超人グリッドマン[81] -1993年8月19日、 頸文社より発売。
  - テレビマガジン グレート百科15 電光超人グリッドマン 超戦力大図鑑[81] - 1993年8月20日、講談社より発売。
  - 講談社のテレビ絵本653 （2）たいけつ！かいじゅうだいずかん[81] - 1993年8月23日、講談社より発売。
  - シール知育えほん36 電光超人グリッドマン たおせ！だいかいじゅう[81] - 1993年9月22日、小学館より発売。
  - 講談社のテレビ絵本661 （3）あたらしい なかまだ！ダイナドラゴン[81] - 1993年9月25日、講談社より発売。
  - 講談社のテレビ絵本667 （4）さいきょうのパワーアップだ！キンググリッドマン[81] - 1993年10月25日、講談社より発売。
  - 小学館のカラーワイド 電光超人グリッドマン 全戦力 完全しょうかい[81] - 1993年11月15日、小学館より発売。
  - テレビマガジンデラックス42 決定版 電光超人グリッドマン超百科[81] - 1993年11月20日、講談社より発売。
  - 講談社のテレビ絵本677 （5）みたか！せいぎのしんひっさつパワー[81] - 1993年11月25日、講談社より発売。
  - 講談社のテレビ絵本681 （6）3だいせんし ちょうパワーくらべ[81] - 1993年12月25日、講談社より発売。
  - てれびくんDX 電光超人グリッドマン超全集[81] - 1994年1月1日、小学館より発売。2019年4月18日に『魔王の逆襲』の記事を追加した増補改訂版が復刊された。
  - エンターテインメント・アーカイブ 電光超人グリッドマン - 2018年4月17日、ネコパブリッシングより発売。
  - 宇宙船別冊 電光超人グリッドマン - 2019年10月16日、ホビージャパンより発売。
  - ウルトラ特撮 PERFECT MOOK vol.16 電光超人グリッドマン - 2021年2月24日、講談社より発売。
- 玩具
  - アクションフィギュア
    - DX電光超人グリッドマン[15] - タカラより発売[62][15]。開発は高谷元基、天野幹俊、永岡順一[62]。
    - 電神合体DXゴッドゼノン[15] - タカラより発売[62]。開発担当は高谷元基[24][62]。
    - 超神合体DXサンダーグリッドマン[15] - タカラより発売[62]。上記2商品のセット版[62]。
    - 超竜合体DXダイナドラゴン[15] - タカラより発売[62]。開発担当は天野幹俊[24]。
    - 竜帝合体DXキンググリッドマン[15] - タカラより発売[62]。「グリッドマンDX」と上記商品のセット版。カタログ上では未発売となっているが[24]、年末商戦用に単品箱を纏めるパッケージ・スリーブが小売店に配布された[24][62]。
    - STD電光超人グリッドマン[15] - DXグリッドマンの廉価版[24]。タカラより発売。
    - アクション合体サンダーグリッドマン キンググリッドマン[15] - タカラより発売。
    - スーパーアクションヒーローズNo.21 グリッドマン - マーミットより発売[24]。撮影用スーツの制作を担当したボンクラフトか造形に参加している[24]。
    - ULTRA-ACT グリッドマン - 2012年9月29日バンダイより発売。
    - ULTRA-ACT サンダーグリッドマン - 2013年1月31日バンダイより発売。
    - ULTRA-ACT キンググリッドマン - 2013年8月バンダイより発売。プレミアムバンダイ限定販売。
    - ULTRA-ACT 合体電神ゴッドゼノン - 2014年3月バンダイより発売。プレミアムバンダイ限定販売。
    - HAF ～円谷プロ編～ グリッドマン - 2019年12月EVOLUTION TOYより発売。
    - HAF ～円谷プロ編～ サンダーグリッドマン - 2020年1月EVOLUTION TOYより発売。
    - HAF グリッドマンシグマ - 2021年2月EVOLUTION TOYより発売。
    - HAF キンググリッドマン - 2021年7月EVOLUTION TOYより発売。
    - THE合体 合体超神サンダーグリッドマン - 2021年9月グッドスマイルカンパニーより発売。劇中イメージの塗装を施したTOKUSATSU EDITIONも同時発売。
    - THE合体 グリッドマンシグマ - 2024年10月グッドスマイルカンパニーより発売。グッドスマイルオンラインショップ、TSUBURAYA STORE ONLINE限定販売。
    - THE合体 合体竜帝キンググリッドマン - 2024年10月グッドスマイルカンパニーより発売。グッドスマイルオンラインショップ、TSUBURAYA STORE ONLINE限定販売。劇中イメージの塗装を施したTOKUSATSU EDITIONも同時販売。

  - なりきり玩具
    - アクセプター[15] - タカラより発売。開発担当は幸日佐志、永岡順一[62]。
    - グリッドマンソードセット[15] - タカラより発売。開発担当は幸日佐志[62]。
    - アクセプター&グリッドマンソード 電光超人セット[15] - タカラより発売。上記2商品の廉価セット版。アクセプターは電子ギミックを省略しており、グリッドマンソードも非変型となっている[15]。
    - DXドラゴニックキャノン[15] - タカラより発売。開発は高谷元基[62]。

  - ソフトビニール人形
    - 電光ヒーローコレクション[15] - タカラより発売。開発担当は幸日佐志、八島健一、永岡順一[62]。第1クールに登場した怪獣はすべて商品化された[24]。メカバモラとメカバキラは少数がプレゼントなどで頒布されたが未発売となっている[15]。未発売であることからサイズの縮小が省略されており、通常のものより大型となっている[15]。グリッドマンは第25・26話収録のVHSとセットの「電光ヒーローパーフェクトコレクション」も存在[24][15]。
    - 電光超人グリッドマン（フルカラ－ビッグモデル）[15] - タカラより発売[24]。京本政樹が造形監修を行った大型商品[24]。
    - 電光超人グリッドマンヒーロー[15] - タカラより発売。

  - 食玩
    - 電光超人グリッドマンガム - カバヤより発売。全3種。
    - 電光超人グリッドマン キャンデー - カバヤより発売。塩ビ人形付き。
    - 電光超人グリッドマン リアルグリッドマンキャンデー電光超人グリッドマンヒーロー - カバヤより発売[24]。彩色済みモデル付き。全2弾、8種[24]。
    - スーパーミニプラ 電光超人グリッドマン - 2018年11月バンダイより発売[62]。全4種[62]。
    - スーパーミニプラ 電光超人グリッドマン ダイナドラゴン - 2019年2月バンダイより発売[62]。プレミアムバンダイ限定販売[62]。
    - スーパーミニプラ 電光超人グリッドマン ダイナドラゴン＆グリッドマンシグマセット - 2019年2月バンダイより発売[62]。プレミアムバンダイ限定販売[62]。

## 放送局
| 放送対象地域  | 放送局             | 系列           | 放送日程                      | 放送時間                                                                                               | 備考                                                  |
| ------------- | ------------------ | -------------- | ----------------------------- | --- | ----------------------------------------------------- |
| 関東広域圏    | 東京放送           | TBS系列        | 1993年4月3日 - 1994年1月8日   | 土曜 17:30 - 18:00                                                                                     | 制作局 現・TBSテレビ                                  |
| 福島県        | テレビユー福島     | TBS系列        | 1993年4月3日 - 1994年1月8日   | 土曜 17:30 - 18:00                                                                                     |                                                       |
| 鳥取県 島根県 | 山陰放送           | TBS系列        | 1993年4月3日 - 1994年1月8日   | 土曜 17:30 - 18:00                                                                                     |                                                       |
| 愛媛県        | 伊予テレビ         | TBS系列        | 1993年4月3日 - 1994年1月8日   | 土曜 17:30 - 18:00                                                                                     | 現・あいテレビ                                        |
| 北海道        | 北海道放送         | TBS系列        | 1993年4月17日 - 1994年1月22日 | 土曜 16:55 - 17:25                                                                                     |                                                       |
| 青森県        | 青森テレビ         | TBS系列        | 1993年5月12日 - 不明          | 水曜 16:00 - 16:30                                                                                     |                                                       |
| 岩手県        | 岩手放送           | TBS系列        | 不明                          | 土曜 16:00 - 16:30                                                                                     | 現・IBC岩手放送                                       |
| 宮城県        | 東北放送           | TBS系列        | 1993年4月12日 - 1994年1月24日 | 月曜 17:00 - 17:30                                                                                     |                                                       |
| 秋田県        | 秋田テレビ         | フジテレビ系列 | 1993年5月末 - 不明            | 木曜 17:30 - 18:00                                                                                     |                                                       |
| 山形県        | テレビユー山形     | TBS系列        | 不明                          | 金曜 17:24 - 17:54                                                                                     |                                                       |
| 新潟県        | 新潟放送           | TBS系列        | 不明 - 1994年2月18日          | 金曜 16:00 - 16:30                                                                                     |                                                       |
| 富山県        | チューリップテレビ | TBS系列        | 1993年4月11日 - 1994年1月16日 | 日曜 10:00 - 10:30                                                                                     |                                                       |
| 石川県        | 北陸放送           | TBS系列        | 1993年4月10日 - 1994年1月15日 | 土曜 17:00 - 17:30                                                                                     |                                                       |
| 福井県        | 福井テレビ         | フジテレビ系列 | 1993年6月14日 - 1994年3月14日 | 月曜 16:25 - 16:55                                                                                     |                                                       |
| 長野県        | 信越放送           | TBS系列        | 1993年4月18日 - 1994年1月30日 | 日曜 16:30 - 17:00                                                                                     |                                                       |
| 山梨県        | テレビ山梨         | TBS系列        | 1993年5月3日 - 1994年1月16日  | 水曜 17:25 - 17:55（第1回） ↓ 水曜 15:55 - 16:25（1993年9月まで） ↓ 日曜 6:00 - 6:30（1993年10月以降） | 第25・28話未放送。 第29話を以て視聴率低迷で打ち切り。 |
| 中京広域圏    | 中部日本放送       | TBS系列        | 不明                          | 土曜 16:30 - 17:00 ↓ 土曜 13:30 - 14:00                                                                | 現・CBCテレビ                                         |
| 近畿広域圏    | 毎日放送           | TBS系列        | 1993年4月10日 - 1994年1月15日 | 土曜 17:00 - 17:30（1993年9月まで） ↓ 土曜 7:00 - 7:30                                                 | 10月から時間帯移動。                                  |
| 岡山県 香川県 | 山陽放送           | TBS系列        | 不明                          | 日曜 10:30 - 11:00                                                                                     |                                                       |
| 広島県        | 中国放送           | TBS系列        | 1993年5月3日 - 不明           | 月曜 17:00 - 17:30                                                                                     |                                                       |
| 高知県        | テレビ高知         | TBS系列        | 不明                          | 木曜 16:00 - 16:30                                                                                     |                                                       |
| 福岡県        | RKB毎日放送        | TBS系列        | 不明                          | 土曜 16:30 - 17:00                                                                                     |                                                       |
| 宮崎県        | 宮崎放送           | TBS系列        | 1993年5月21日 - 不明          | 金曜 17:25 - 17:55                                                                                     |                                                       |
| 沖縄県        | 琉球放送           | TBS系列        | 1993年5月17日 - 不明          | 月曜 16:00 - 16:30                                                                                     |                                                       |

### ネット局での扱い
- 第1話は『オールスター感謝祭』放送のため、関東などでは30分繰り上げて、17:00 - 17:30に放送。
- 大阪の毎日放送では当時17:30からニュース番組『MBSナウ』を編成していたため、1週遅れの土曜17:00からの放送だった[注釈 47]。その後、93年10月以降は土曜朝7:00 - 7:30へ移動し、完全放送された。
- 北海道の北海道放送では17:30 - 18:00にMBS制作の土6枠番組を1週遅れでネットしていたため、TBSより2週遅れの土曜16:55 - 17:25に放送された。
- 新潟放送では、第24話から第26話が25→26→24話の順に放送された。そのため第26話で登場したばかりのキンググリッドマンが翌週（本来の第24話）で登場しない展開となった。
- チューリップテレビでは、オリジナルの5分間の番宣番組が5本放送された。内容は特撮のメイキングや、スタッフのインタビューなど。
- テレビ山梨では、当初は1993年6月開始予定だったのが5月3日開始へ繰り上がり[94]、第1回のみ特別編成で放送された。10月から日曜朝へ移動するも、11月は放送休止。その後、25話と28話の放送が欠番となり、1994年1月16日放送の第29話で打ち切りとなった。

### 再放送
TBS
- 本放送終了後の1994年1月15日から3月26日まで、本放送と同時間帯にて「グリッドマン傑作選」として、第5話 - 第7話、第12話 - 第18話が再放送された。
- 1995年7月下旬から9月頭にかけて、平日の11:00 - 11:30に「夏休み子どもフェスタ」と題し、上記「傑作選」で未放送だったエピソードが再放送された。

独立局
2019年3月12日から8月8日までTOKYO MX2にて、火曜から金曜の18:30 - 19:00に本作品の放送（実質再放送）を実施。
BS放送
2019年4月9日から12月31日までBS11にて、火曜の1:30 - 2:00に本作品の放送を実施。
CS放送
チャンネルNECOでは、2002年10月から2003年7月（「円谷特撮アワー」枠）、2008年11月から2009年8月（「特撮ドラマ王国20」枠）、2013年4月から11月（「円谷特撮アワー」枠、2回目）と、3回にわたって再放送が実施された。
ネット配信
『SSSS.GRIDMAN』放送2周年記念として、YouTubeウルトラマン公式チャンネルにて2020年10月30日から2021年7月30日まで配信された（各話2週間限定公開）。

## 放映終了後の展開
『電光超人グリッドマン 魔王の逆襲』
テレビシリーズの終了後、雑誌『てれびくん』に1994年5月号から11月号まで連載された、グラビア写真によるオリジナルフィルムストーリー。
魔王カーンデジファーの弟・ネオカーンデジファーが兄の復讐のために現れ、それを阻止するために帰ってきたグリッドマンとその弟・グリッドマンシグマも直人、武史とそれぞれ合体、ネオカーンデジファーの軍勢と戦うというストーリーとなっている。同作品では戦いの舞台がコンピュータ・ワールドのみならず、現実世界にも拡大している。またテレビシリーズには登場しなかったグリッドマンの最終形態フルパワーグリッドマンが登場する。
制作はタカラと小学館の共同で、円谷プロダクションは監修を行った。怪獣はミニチュアが使用された。グリッドマンシグマのデザインは岡本英郎が担当。怪獣はテレビシリーズと同様に深川昌之によるデザインを赤松和光がリファインし、ミニチュアの造形も最終回に登場したガイストデジファーを除いて赤松が担当。
ダブルヒーローものとなった理由について、赤松は「サンダーグリッドマンとキンググリッドマンを並べるため」と述べている。

グリッドマンシグマ
1994年8月号から登場。藤堂武史と合体するハイパーエージェント。グランアクセプターは右腕にある。
必殺技はグリッドビームと同等の威力を持つグリッドシグマビーム、右手から出すエネルギーの刃で相手を斬るシグマスラッシュ。フィクサービームも使用可能。
- スーツはグリッドマンの販促用スーツを改造した。『てれびくん』担当編集の高島雅は、スーツの塗料が乾かずずっとベタベタしており、撮影に苦労した旨を証言している。

キンググリッドマンシグマ
1994年10月号で登場。グリッドマンシグマがダイナドラゴンと合体した形態。
必殺技は右手から放つキングシグマビーム。
- デザインは剥き出しとなっている関節部が、シグマのボディカラーである青色であること以外はキンググリッドマンと同じだが、2019年2月に発売された「スーパーミニプラ 電光超人グリッドマン ダイナドラゴン&グリッドマンシグマセット」のパッケージイラストでは明確な差別化が図られている。

グリッドマンの新能力
ディグレサンダー
1994年5月号で使用。全身のエネルギーを左腕から虎型にして放つ。現実世界に出現したネオメタラスを倒した。
ブレッドスクリュー
1994年6月号で使用。ゴッドゼノンとダイナドラゴンが発射する光線の上をグリッドマンが回転しながら体当りする。マグマギラスを倒した。
フルパワーグリッドマン
1994年7月号に登場。グリッドマンが5体のアシストウエポンと合体した形態。キングジェットの上に乗ったサンダーグリッドマンがドラゴニックキャノンを構えている。グラバスを倒した。
- 企画案では、サンダーグリッドマンとキンググリッドマンのパーツを混合させたグリッドマンXの登場も検討されていた。

合体技
電光回転切り（）
1994年9月号で使用。グリッドマンとシグマが左腕を組み、回転して相手を切断する。ゴルゴベロスを倒した。
ドラゴンスパイラル
1994年10月号で使用。サンダーグリッドマンが角から放つ光線とキンググリッドマンシグマが両手から放つ光線が組み合わさって3匹の竜を放つ。デビライトを倒した。
ダブルグリッドビーム
1994年11月号で使用。グリッドビームとグリッドシグマビームを同時に放つ。ガイストデジファーを倒した。
登場怪獣の詳細は電光超人グリッドマンの登場怪獣#『電光超人グリッドマン 魔王の逆襲』の登場怪獣を参照。
| 号数         | 見出し                                                  | 登場怪獣            |
| ------------ | ------------------------------------------------------- | ------------------- |
| 1994年5月号  | グリッドマン新決戦スタート!!                            | ネオメタラス        |
| 1994年6月号  | 3大戦士東京大決戦                                       | マグマギラス        |
| 1994年7月号  | 全メカ合体海上バトル                                    | グラバス            |
| 1994年8月号  | 新戦士グリッドマンシグマとう場!!                        | マッドテキサス      |
| 1994年9月号  | ダブルグリッドマンきめろ！新合体技                      | ゴルゴベロス        |
| 1994年10月号 | ダブルグリッドマン超パワーアップ                        | デビライト 怪獣軍団 |
| 1994年11月号 | ダブルグリッドマン最終決戦！                            | ガイストデジファー  |
| 1994年12月号 | 電光超人グリッドマン魔王の逆襲全怪獣ずかん              |                     |
| 1995年1月号  | グリッドマンシグマ全わざ大ずかん                        |                     |
| 1995年2月号  | グリッドマンVSグリッドマンシグマつよさくらべ            |                     |
| 1995年3月号  | 電光超人グリッドマン&グリッドマンシグマ合体わざ大ずかん |                     |
『スーパーヒューマン・サムライ・サイバー・スクワッド』
1994年、本作品商品のアメリカ輸出に伴い『スーパーヒューマン・サムライ・サイバー・スクワッド』へと再編集され、全53話がアメリカで放送された。『パワーレンジャー』同様、日本の特撮パートを流用し、本編パートのみ現地の俳優で新撮という方式となっている。略称は『SSSS』。
アマチュアバンドの少年サム・タンカー・アンプ・シドの4人（男3女1）が主人公で、敵の少年は容姿端麗・頭脳明晰で冷静沈着なキャラクターとなっている。また登場するキャラクターの名称も「サーボ（グリッドマン）」「ゼノン（ゴッドゼノン）」「ドラゴ（ダイナドラゴン）」とそれぞれ変更されている。
『電光超人グリッドマン boys invent great hero』
『日本アニメ（ーター）見本市』の第9話として2015年1月16日に公開された短編アニメーション作品。アニメーション制作はTRIGGER、監督は雨宮哲、キャラクターデザインは芳垣祐介。登場怪獣はギラルス、マグネガウス、シノビラー（再生）、ベノラ、巨大カーンデジファー。グリッドマンのデザインは『SSSS.GRIDMAN』とは異なる設定となっている。また、原作では披露していなかったキンググリッドマンの状態でドラゴニックキャノンを撃つシーンがある。
『魔王の逆襲』の設定も盛り込まれており、ラストに成長した武史（声 - 山寺宏一）の変身したグリッドマンシグマが登場する。シグマが映像作品に登場するのは本作品が初となる。
『GRIDMAN UNIVERSE』
本作品の設定を基とするテレビアニメーション作品『SSSS.GRIDMAN』および『SSSS.DYNAZENON』を中心とするメディアミックスプロジェクト。監督とアニメーション制作は『boys invent great hero』同様雨宮哲とTRIGGERが務め、脚本を長谷川圭一、グリッドマンのデザインを後藤正行が手がける。またグリッドマンの声は原作同様、緑川光が担当する。
キャラクターの名称や設定には、『電撃超人グリッドマンF』を始め、グリッドナイトやコンポイドなど、お蔵入りになったり、テレビシリーズで未消化に終わった要素がオマージュとして多数取り込まれている。
アニメ化を記念し、2018年から『電光超人グリッドマン』のビデオ・オン・デマンドサービスでの配信がスタートした。

## 備考
- 富士通が制作に協力していた関係で、劇中にFM TOWNS[注釈 50]や富士通製パソコン専門誌『Oh!FM TOWNS』が登場した。
- 直人らが使用する自転車は、タイアップしていたミヤタの製品を使用している[45]。
- イベントショー用にテレビシリーズには登場しないオリジナルの戦闘員が存在した[107][108]。マスクはカーンデジファーを模している[出典 66]。スーツはその後、『ウルトラマンダイナ』などに転用された[109]。
- 放送当時CG技術は高価だったため多用できず、敷き詰められた基盤の地面から文字がせり出してくるタイトルバックについては、基盤を走る電流や「電光超人」の合成文字以外はすべて手作りの実写で撮影されている[110]。
- 2006年の『ウルトラマンメビウス』第27話にて、本作品へのオマージュ的演出が行われている。詳細はゼットン#『ウルトラマンメビウス』に登場するゼットンを参照。
- 2018年放送のテレビアニメ『働くお兄さん!の2!』第10話「ヒーローショーのお兄さん!」はヒーローショーをオマージュしたエピソードで円谷プロダクションが協力しており[108]、クリ戸先輩は緑川、デジ浜先生は佐藤、変身音は森川が声を演じている[105]。また、「クリットニャンショー」の戦闘員は上述のカーンデジファーの戦闘員のオマージュとなっている[105]。